# Simulium pulchripes
Simulium pulchripes es una especie de insecto del género Simulium, familia Simuliidae, orden Diptera.
Fue descrita científicamente por Austen, 1925.